# Lista de consulados em Curitiba
Esta é uma lista de consulados na cidade de Curitiba (Paraná).

## Consulados, consulados-honorários e consulados gerais
- Alemanha
- Argentina
- Áustria
- Bélgica
- Chile
- Colômbia
- Coreia do Sul
- Croácia
- Dinamarca
- Espanha
- Filipinas
- Finlândia
- França
- Grécia
- Guatemala
- Hungria
- Itália
- Japão
- Letônia
- Marrocos
- Países Baixos
- Paraguai
- Polónia
- Roménia
- Rússia
- Senegal
- Sérvia
- Síria
- Suíça
- Tanzânia
- Ucrânia
- Uruguai
- Bangladesh

## Vice-consulados
- Portugal